# Route nationale 311
Die Route nationale 311, kurz N 311 oder RN 311, war eine französische Nationalstraße.

## Geschichte
Die Straße wurde 1933 zwischen Le Vésinet und Sarcelles festgelegt. Sie wurde bis dahin als GC 15 im damaligen Département Seine-et-Oise und als RD 9 in Seine bezeichnet. 1991 wurde der Abschnitt zwischen Le Vésinet und Bezons abgestuft, 1998 zwischen Épinay-sur-Seine und Sarcelles. 2006 erfolgte die Abstufung der restlichen Straße.

## Seitenäste

### N 311A
Die Route nationale 311A, kurz N 311A oder RN 311A, war von 1933 bis 1973 ein Seitenast der N 311, der in Houilles von dieser abzweigte und nach Le Chesnay führte. Von 1978 bis 1991 wurde die Straße als N 321 ausgeschildert.